# Râul Dender

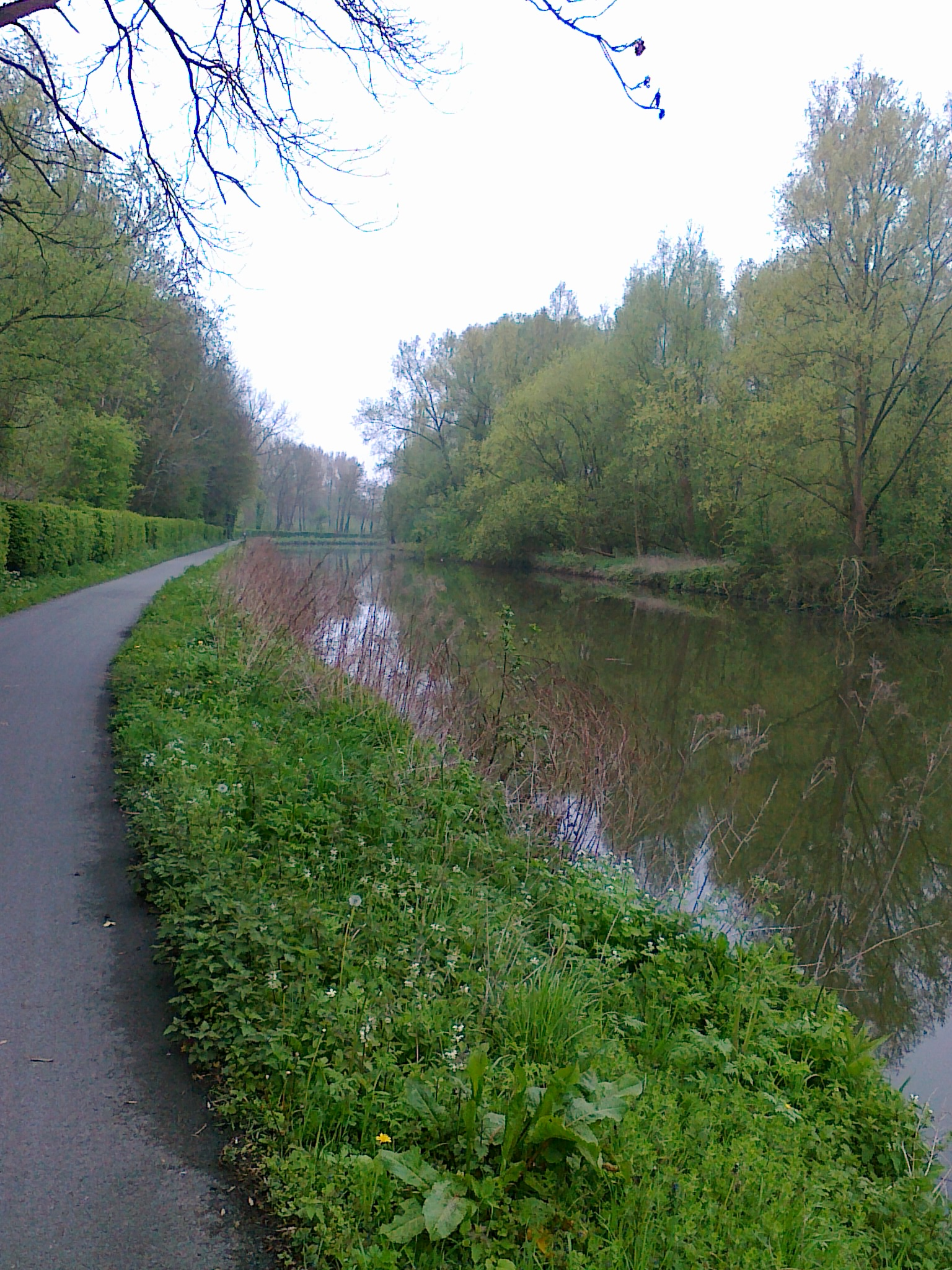
Dender la Aalst

Dender (în franceză Dendre) este un râu în Belgia, afluent pe partea dreapta a râului Schelde la Dendermonde. Se formează prin confluența la Ath, a două cursuri de apă și anume Denderul de Vest sau Denderul Mic și Denderul de Est. Este navigabil până la Aalst cu nave de maxim 600 t, iar de aici în aval cu nave de 300 t. Localitățile traversate de râu sunt Geraardsbergen, Ninove, Denderleeuw, Aalst și Dendermonde.
Dender este considerat una dintre limitele belgiene ale Silva carbonara, cealaltă fiind râul Nete.